# 新潟県道370号滝谷三和線
新潟県道370号滝谷三和線（にいがたけんどう370ごう たきやさんわせん）は、新潟県長岡市を通る一般県道。

## 概要
- 起点：長岡市滝谷町字中子
- 終点：長岡市三和

## 歴史
- 2015年 - 一般県道滝谷三和線 上条改良 に着手。
- 2022年（令和4年）3月24日 : 上条改良 (540 m) が開通[1]。同時に長岡東バイパス高畑南交差点から開通区間までの長岡市道東幹線7号線区間を当県道としても供用[2]。

## 路線状況
長岡市は政令指定都市ではないが、特例によって滝谷三和線の一部区間の道路管理者となっている。

### 別名・通称
- 旧国道
- 三国街道
- 長岡東西道路（地域高規格道路の名称ではなく都市計画道路の名称として）

## 地理

### 通過する自治体
- 新潟県
  - 長岡市

### 交差する道路
- 国道17号（起点・上滝谷交差点）
- 新潟県道588号滝谷村松線
- 新潟県道23号柏崎高浜堀之内線（片田町交差点）
- 国道17号長岡東バイパス（片田交差点）
- 支線（宮内町交差点）
- 国道404号支線・新潟県道498号長岡中之島見附線（要町一丁目交差点）

### 支線
- 国道17号長岡東バイパス（高畑南交差点）
- 現道（宮内町交差点）